# San Cristóbal de La Laguna
San Cristóbal de La Laguna ili jednostavno La Laguna je grad i istoimena općina na sjevernom dijelu otoka Tenerife, provincija Santa Cruz de Tenerife, na Kanarima, Španjolska. On je treći po broju stanovnika na Kanarima, a drugi na otoku Tenerife, te predstavlja predgrađe grada Santa Cruz de Tenerife s kojim tvori golemo urbano područje koje je u procesu ujedinjavanja.
Nekada je bio glavnim gradom Kanarskog otočja i ima mnoge povijesne i vrijedne građevine, te se smatra kulturnom prijestolnicom Kanarskog otočja. God. 1999., povijesno središte La Lagune je upisano na UNESCO-ov popis mjesta svjetske baštine u Europi kao primjer prvog španjolskog kolonijalnog "idealnog grada" bez zidina, sa starom nepravilnom jezgrom (Gornji grad), ali s pravilnom mrežom ulica, trgova i javnih građevina (Donji grad) izgrađenom od 16. do 18. stoljeća.
U gradu se nalazi Sveučilište La Laguna, najstarije na arhipelagu, na kojemu studira preko 30.000 studenata. Gospodarstvo središta i juga grada je orijentirano na poslovnice, dok je sjeveroistočni dio grada središte poljoprivrede, a turizam je izmješten na sjevernu obalu.

## Povijest
Na mjestu današnjeg grada autohtono stanovništvo naroda Guanči je podiglo naselje Aguere. God. 1494., njegovi stanovnici su se sukobili s vojskom guvernera Kraljevine Kastilje Alonsa Fernándeza de Lugoa i izgubili bitku, nakon čega su Španjolci zauzeli cijeli otok Tenerife, za samo mjesec dana. God. 1496., Španjolci su nazvali naselje Villa de San Cristóbal de La Gran Laguna, po jezeru (španjolski: laguna) koje je nekada bilo na tom mjestu) i načinili su ga prijestolnicom novoosvojenog Kanarskog otočja. Od 1510. godine grad je usvojio grb Tenerifea, s vulkanom (Teide) koji bljuje vatru između utvrde i lava, a ispod sv. Mihovila, zaštitnika grada. Tijekom 16. stoljeća obalno područje grada je često bilo metom pirata, a grad je nazvan San Cristóbal de La Laguna.
Sveučilište je osnovano 1701. godine na zahtjev pape Klementa XI., ali je u 18. stoljeću broj stanovnika počeo opadati zbog preseljenja gospodarstva u Santa Cruz de Tenerife 1723. godine, koji je postao novom prijestolnicom Tenerifea. God. 1818. grad je dobio biskupiju.
God. 1930., otvorena je zračna luka Aeropuerto de Tenerife Norte koja daans doživljava procvat i širenje zahvaljujući jeftinim kartama. God. 1975. osnovan je Institut za astrofiziku (IAC), a 1999. godine stari grad je postao UNESCO-ova svjetska baština. Neke ulice u starom gradu su zatvorene za automobilski promet kako bi se sačuvale, a gradska vlast je 2003. godine pokrenulo njegovu izdašnu obnovu pod vodstvom tvrtke AUC S.L.

## Znamenitosti
Izgled grada se, zbog preseljenja prijestolnice, malo promijenio od 16. stoljeća. U starom gradu sačuvane su mnoga legantna pročelja bivših rezidencija s prostranim unutarnjim dvorištima. Najpoznatiji su Casa del Montañés i Casa de los Generales Capitanes, ali i Casa Lercaro iz 1593. godine u kojoj je danas smješten muzej Tenerifea.
Najstarija crkva na otoku je Crkva Bezgrešnog Začeća (Iglesia de la Concepción), a sačuvane su i druge stare crkve velike povijesne i kulturne važnosti, kao što su Crkva sv. Dominika (Iglesia de Santo Domingo) iz 16. stoljeća koja posjeduje sjajne slike (Cristóbal Hernández de Quintana), ili Iglesia de San Miguel de las Victorias koja ima drvene gotičke skulpture na pročelju.
Katedrala Gospe od Los Remediosa u La Laguni je katolička prvostolnica biskupije Tenerife. U gradu još uvijek djeluju samostanski kompleksi Klarisa i zatvoreni Convento de Santa Catalina. 
Grad je poznat i po kući Cataline Lercaro, po moćima tijela sestre Maria de Jesus, te po najsvetijom relikvijom Tenerifea, raspelom Cristo de La Laguna koje se nalazi u Kraljevskom svetištu Presvetog Krista (Real Santuario del Santísimo Cristo de La Laguna).
- Kuća Nava y Grimón
- Palača Rodriguez
- Kristov oltar u kraljevskom svetištu
- Crkva sv. Dominika
- Katedrala La Lagune

## Gradovi prijatelji
La Laguna je zbratimljena sa sljedećim gradovima:
| - Cartagena de Indias, Kolumbija - Las Palmas de Gran Canaria, Španjolska - Salta City, Argentina - Miami, SAD | - Sao Paolo, Brazil - Telde, Španjolska - Baler, Filipini |

## Vanjske poveznice
- Karta San Cristóbala de la Laguna
- Organismo Autónomo de Deportes de La Laguna  Arhivirana inačica izvorne stranice od 18. ožujka 2010. (Wayback Machine), informacije, aktivnosti, novosti, itd. (španj.)